# Kotscherigin OPB
Die Kotscherigin OPB (russisch Кочеригин ОПБ, auch: OKB-5, ОКБ-5) war ein sowjetisches Sturzkampfflugzeug aus der Zeit des Zweiten Weltkrieges. Zugunsten der Petljakow Pe-2 wurde das Projekt im Prototypenstadium aufgegeben.
OPB steht für „Odnomestni pikirujuschtschi bombardirowschtschik“ (Одноместний пикирующий бомбардировщик), einsitziger Sturzkampfbomber, nach anderen Quellen für „Odnomotorni“ (Одномоторний), einmotorig.

## Entwicklung
Unter dem Eindruck des deutschen Sturzkampfflugzeuges Ju 87 begann Sergei Kotscherigin 1938 mit den Konstruktionsarbeiten. Das Muster bestand größtenteils aus Metall, nur für das hintere Rumpfsegment und das Leitwerk wurde Holz verwendet. Der Tiefdecker besaß einen zweiholmigen Knickflügel mit automatischen Vorflügeln. Die Landeklappen fungierten gleichzeitig als Sturzflugbremsen und waren um 90° verstellbar. Das Fahrwerk konnte vollständig eingezogen werden, wobei die Haupträder in das Tragflächenmittelstück einfuhren und dabei um 90° geschwenkt wurden. Unter der Pilotenkabine mit aufgesetzter Kanzel aus Panzerglas K-4 befand sich der Bombenschacht zur Aufnahme einer 500-kg-Bombe. Beim Abwurf wurde diese an einem Abweiser nach unten geschwenkt, um eine Berührung mit der Luftschraube zu vermeiden. Als Besonderheit besaß das Modell eine aerodynamische Luftschraubenverkleidung, die mit dem Rumpfdurchmesser abschloss. Die Luftkühlung des Motors erfolgte durch ein mittiges Loch in der Spindel.
Ursprünglich sollte der als OPB bezeichnete Typ ein M-90-Triebwerk mit 1250 kW Startleistung erhalten und damit in 5700 Metern Höhe 600 km/h erreichen. Mangels Verfügbarkeit musste jedoch auf einen ASch-82A, später auf einen ASch-71 ausgewichen werden. Die Erprobung begann Anfang 1941 und wurde durch den Überfall des Deutschen Reiches auf die Sowjetunion im Juni gleichen Jahres unterbrochen. Bedingt durch den deutschen Vormarsch und die dadurch resultierende Evakuierung vieler Konstruktionsbüros und Produktionsbetriebe nach Osten wurde das Programm Anfang 1942 mit der Auflösung des OKB Kotscherigin endgültig eingestellt.

## Technische Daten
| Kenngröße             | Daten                                                                                                |
| --------------------- | --- |
| Konzeption            | Einsitziges Sturzkampfflugzeug                                                                       |
| Konstrukteur          | S. A. Kotscherigin                                                                                   |
| Baujahre              | 1938–1941                                                                                            |
| Besatzung             | 1 |
| Länge                 | 8,28 m                                                                                               |
| Spannweite            | 10,40 m                                                                                              |
| Höhe                  | 3,45 m                                                                                               |
| Flügelfläche          | 18,0 m²                                                                                              |
| Flügelstreckung       | 6,0                                                                                                  |
| Leermasse             | 2806 kg                                                                                              |
| Startmasse            | 3842 kg                                                                                              |
| Antrieb               | ein luftgekühlter Sternmotor ASch-82A (ASch-71)                                                      |
| Startleistung         | 1430 kW (2000 PS)                                                                                    |
| Höchstgeschwindigkeit | 584 km/h (593 km/h in 6000 m Höhe)                                                                   |
| Dienstgipfelhöhe      | 9900 m                                                                                               |
| Reichweite            | 660 km                                                                                               |
| Bewaffnung            | zwei 7,62-mm-MG SchKAS (1.700 Patronen) zwei 12,7-mm-MG UBS (440 Patronen) eine 500-kg-Bombe FAB-500 |

Die Angaben in Klammern beziehen sich auf die Version mit ASch-71